# My Arms, Your Hearse
My Arms, Your Hearse is het derde studioalbum van de Zweedse metalband Opeth.
Waar op het vorige album, Morningrise, alle nummers nog langer waren dan 10 minuten, zijn op MAYH alle nummers korter, het album bevat vooral minder akoestische passages. My Arms, Your Hearse is een conceptalbum waarbij het de teksten gedurende het hele album draaien om een personage dat sterft en een geest wordt. De nummers op het album zijn ook aan elkaar gekoppeld doordat het laatste woord van elk nummer gelijk is aan de titel van het volgende nummer, het album heeft drie instrumentale tracks waarvan de fictieve tekst in het albumboekje te vinden is. Net als de eerste twee albums werd het in 2000 opnieuw uitgegeven met de covers Circle of the Tyrants en Remember Tomorrow als bonustracks, deze bonustracks doen niet mee aan de tekstuele cirkel.
Het was het eerste album van Opeth met Martin Lopez als drummer. Martin Mendez verving Johan De Farfalla als basgitarist, maar was te laat om de nummers op te nemen. Leadzanger en gitarist Mikael Åkerfeldt nam derhalve in de studio de baspartijen voor zijn rekening.

## Nummers
1. "Prologue" (0.59) (instrumentaal)
2. "April Ethereal" (8.41)
3. "When" (9.14)
4. "Madrigal" (1.26) (instrumentaal)
5. "The Amen Corner" (8.43)
6. "Demon of the Fall" (6.13)
7. "Credence" (5.26)
8. "Karma" (7.52)
9. "Epilogue" (3.59) (instrumentaal)
10. "Circle of the Tyrants" (5.12) (cover van Celtic Frost, bonustrack op heruitgave)
11. "Remember Tomorrow" (5.00) (cover van Iron Maiden, bonustrack op heruitgave)

## Bezetting
- Mikael Åkerfeldt - zang, elektrische gitaar, akoestische gitaar, basgitaar, piano
- Peter Lindgren - elektrische gitaar, akoestische gitaar
- Martin Lopez - drums, percussie